# Villa camposi
Villa camposi är en tvåvingeart som beskrevs av Hall 1976. Villa camposi ingår i släktet Villa och familjen svävflugor. Inga underarter finns listade i Catalogue of Life.